# Icelandair
Pour les articles homonymes, voir Iceland (homonymie).
Icelandair (code AITA : FI ; code OACI : ICE) est une compagnie aérienne régulière islandaise, fondée en 1937 et basée à l'aéroport international de Keflavík de Reykjavik. La position de l’île à mi-chemin entre l’Europe et les États-Unis est au cœur de sa stratégie. Elle a transporté plus de 3 millions de passagers en 2015.

## Histoire

### Les débuts de la compagnie

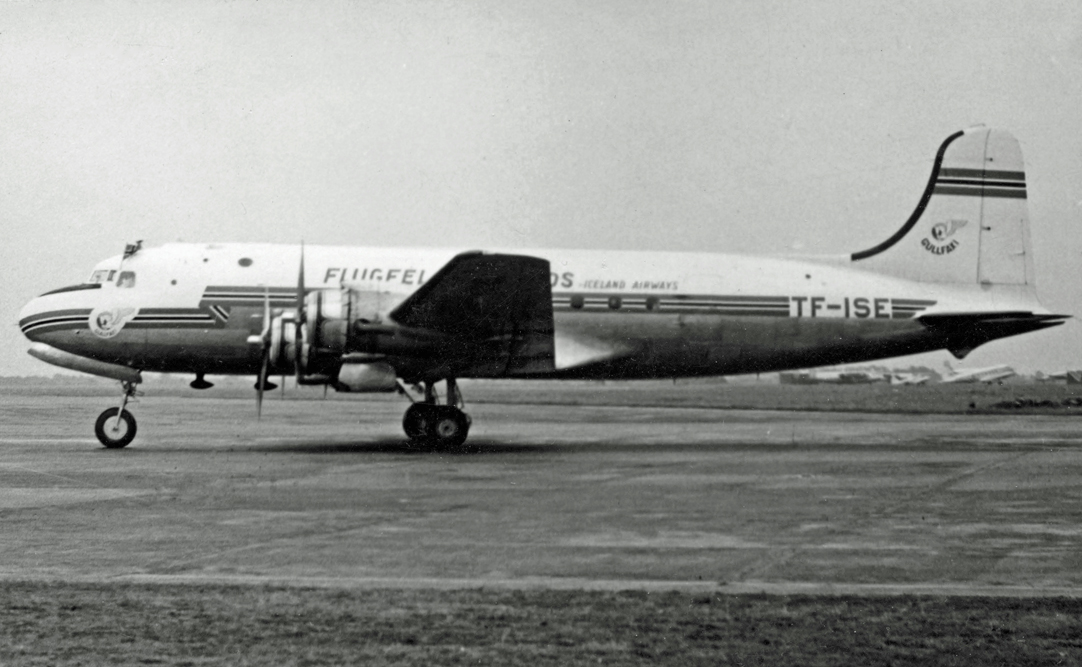
Le premier Douglas DC-4 de Flugfélag Islands à Heathrow en 1953.

La compagnie aérienne Flugfélag Akureyrar est fondée en 1937 à Akureyri, sur la côte nord de l’Islande, et commence ses opérations un an plus tard avec un hydravion de type Waco YKS-7. À la suite de la destruction de son unique avion, elle se base en 1940 à Reykjavik sous le nom de Flugfélag Islands, affiché en Iceland Airways pour les étrangers. Ses premiers vols internationaux vers l’Écosse (Glasgow Prestwick) et le Danemark (Copenhague) ont lieu en 1945. La même année, le premier Douglas DC-3 fait son entrée dans la flotte. Au total six de ces appareils ont été exploités par la compagnie jusqu'en 1972. Dans les années 1950, le nom "Icelandair" fait sa première apparition pour les vols internationaux.
Jusqu'à la fin des années 1960, Flugfélag Islands se concentrait principalement sur les vols intérieurs, en concurrence avec la compagnie Loftleiðir. Après l'échec d'une première tentative de fusion, Loftleiðir abandonne le marché intérieur pour se concentrer sur les vols internationaux, laissant Flugfélag Islands devenir la principale compagnie pour les vols intérieurs. En 1967, Flugfélag procède à l'acquisition d'un Boeing 727 (nommé Gullfaxi) et devient la première compagnie aérienne islandaise à utiliser un avion à réaction.

### Fusion avec Loftleiðir

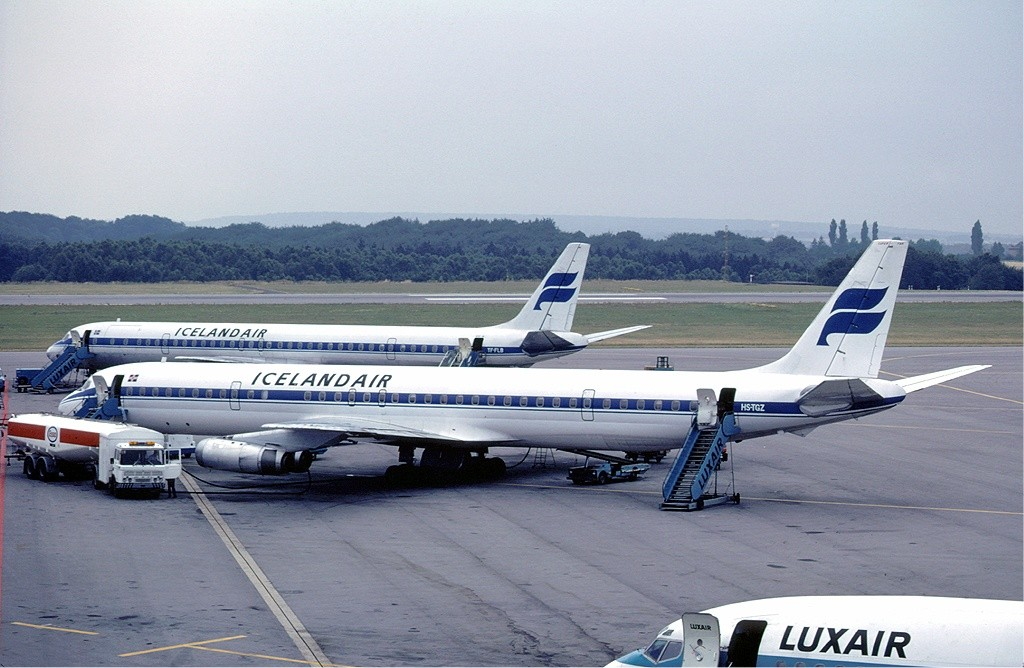
Deux Douglas DC-8 d'Icelandair à Luxembourg-Findel en 1983.

Jusqu'en 1972, la compagnie utilise une flotte de DC3-Dakota. En 1967, elle exploite un jet, le Boeing 727.
En 1973, sous la pression du gouvernement et à la suite du premier choc pétrolier, elle fusionne avec Loftleiðir, fondée en 1944 et qui proposait depuis 1953 des vols au-dessus de l’Atlantique nord. Leur flotte comprend alors des DC-3, DC-10 et Boeing 727. La holding, nommée Flugleiðir, prend le contrôle des opérations de deux compagnies en 1979 et adopte le nom Icelandair, gardant son appellation islandaise uniquement pour les vols intérieurs.

### Icelandair après la fusion
Le hub européen à Luxembourg-Findel, auparavant utilisé par Loftleiðir, est repris par Icelandair. Cette plateforme de correspondance est maintenue jusqu'en 1995, année où le nombre de passagers transportés atteint le million, avant d'être démantelée et remplacée par le réseau décentralisé actuel, reliant Keflavik aux grandes villes européennes sans escale.
En 1997, la gestion des vols intérieurs est transférée vers une nouvelle filiale Air Iceland, laissant Icelandair se concentrer sur les vols internationaux.
En 2003, Flugleiðir est réorganisé et devient Icelandair Group, Icelandair étant la filiale la plus importante de cette nouvelle société.

### La compagnie depuis 2010
Après avoir été touchée, comme beaucoup d'entreprises islandaises, par la crise financière de 2008, ainsi que par l'éruption de l'Eyjafjöll en 2010, la compagnie connait une forte croissance avec l'ouverture de nouvelles routes vers l'Amérique du Nord.

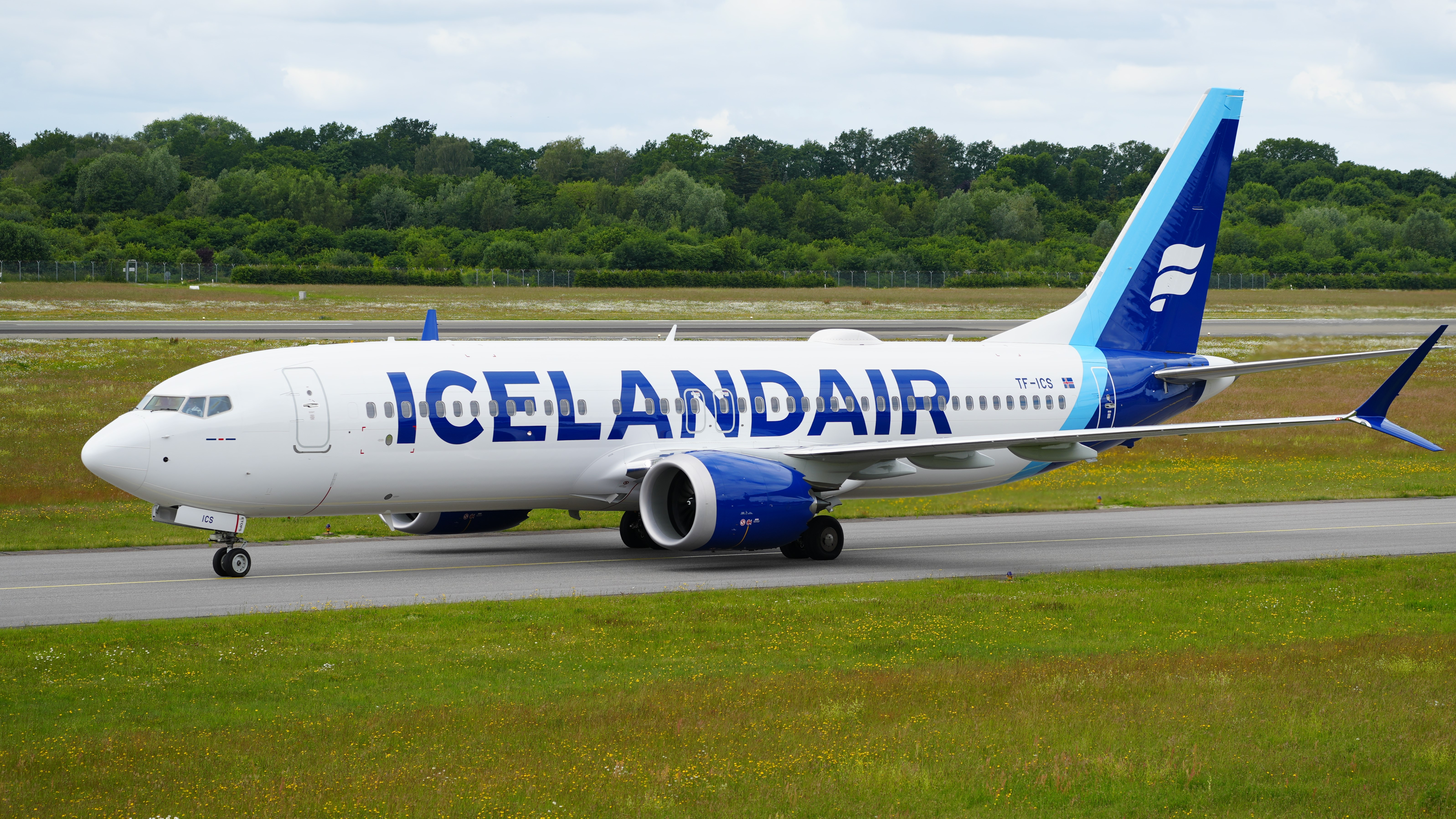
Un avion de la compagnie arborant la nouvelle livrée, adoptée en 2022.

En 2022, elle met à jour son logo et change pour une nouvelle livrée inspirée de la nature islandaise. Elle est visible sur ses Boeing 737 MAX,. Ainsi, chaque avion arbore une touche de couleur particulière sur la queue de l'avion.

## Partage de codes
- Aeroflot[6]
- Air Iceland Connect
- Alaska Airlines
- Finnair
- JetBlue
- Scandinavian Airlines

## Flotte

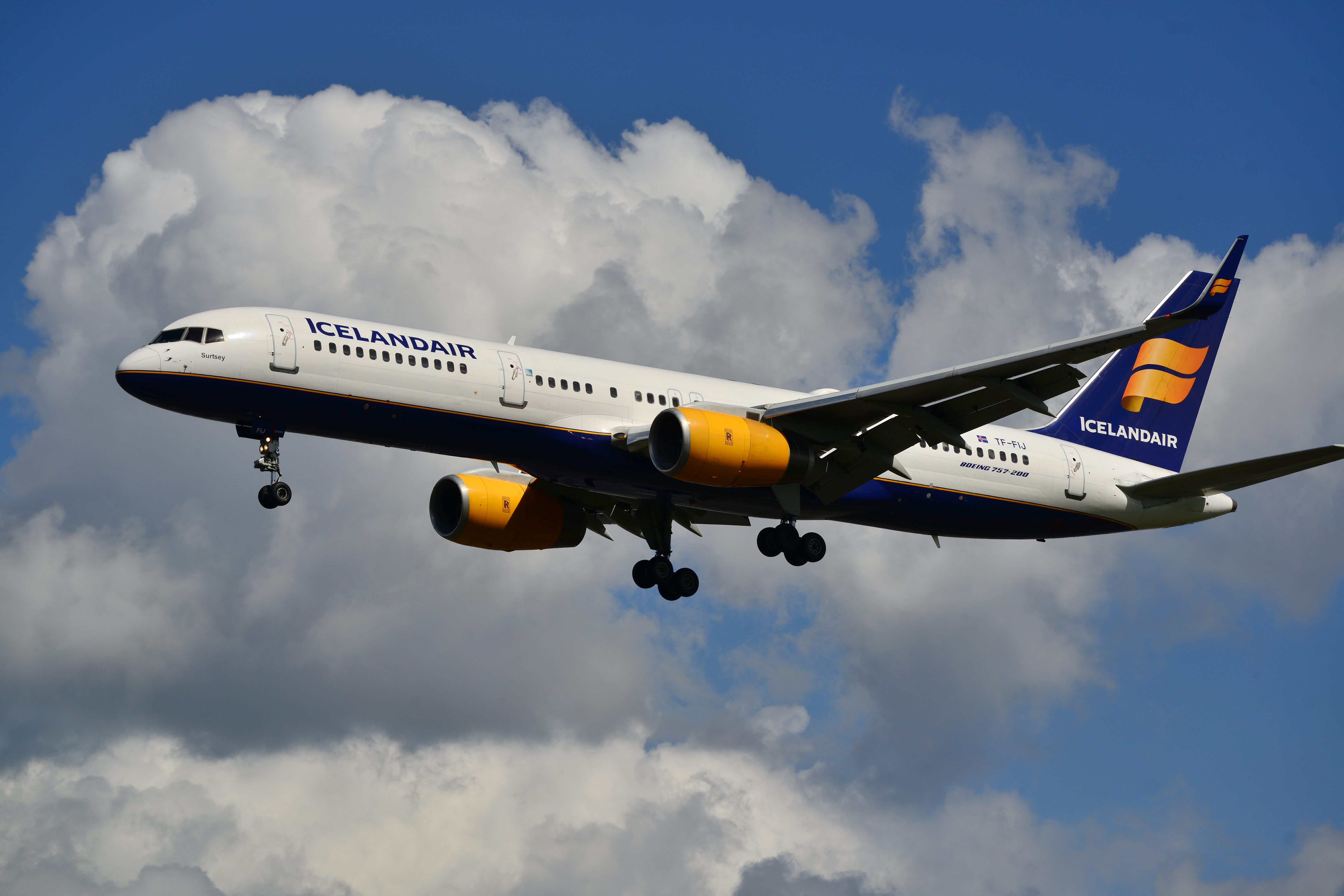
Boeing 757 d'Icelandair.

En avril 2025, les appareils suivants sont en service au sein de la flotte d'Icelandair, :

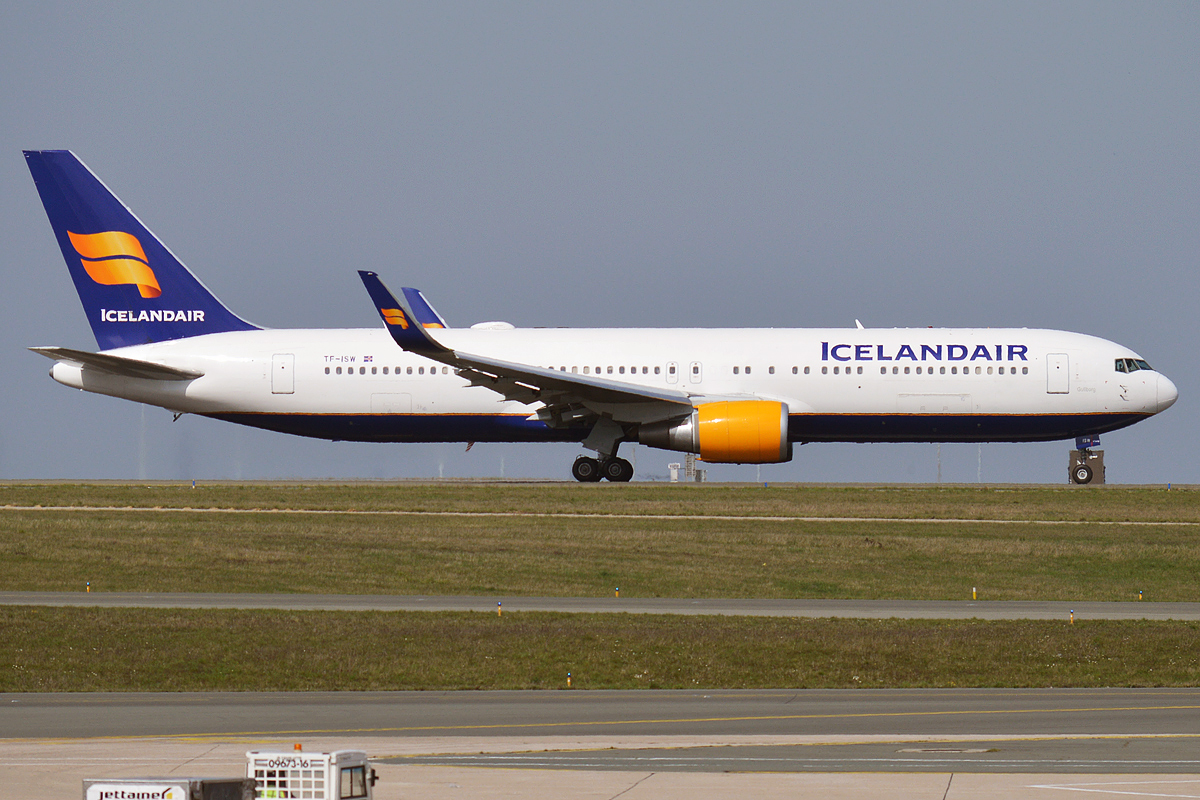
Boeing 767-300 (TF-ISW).
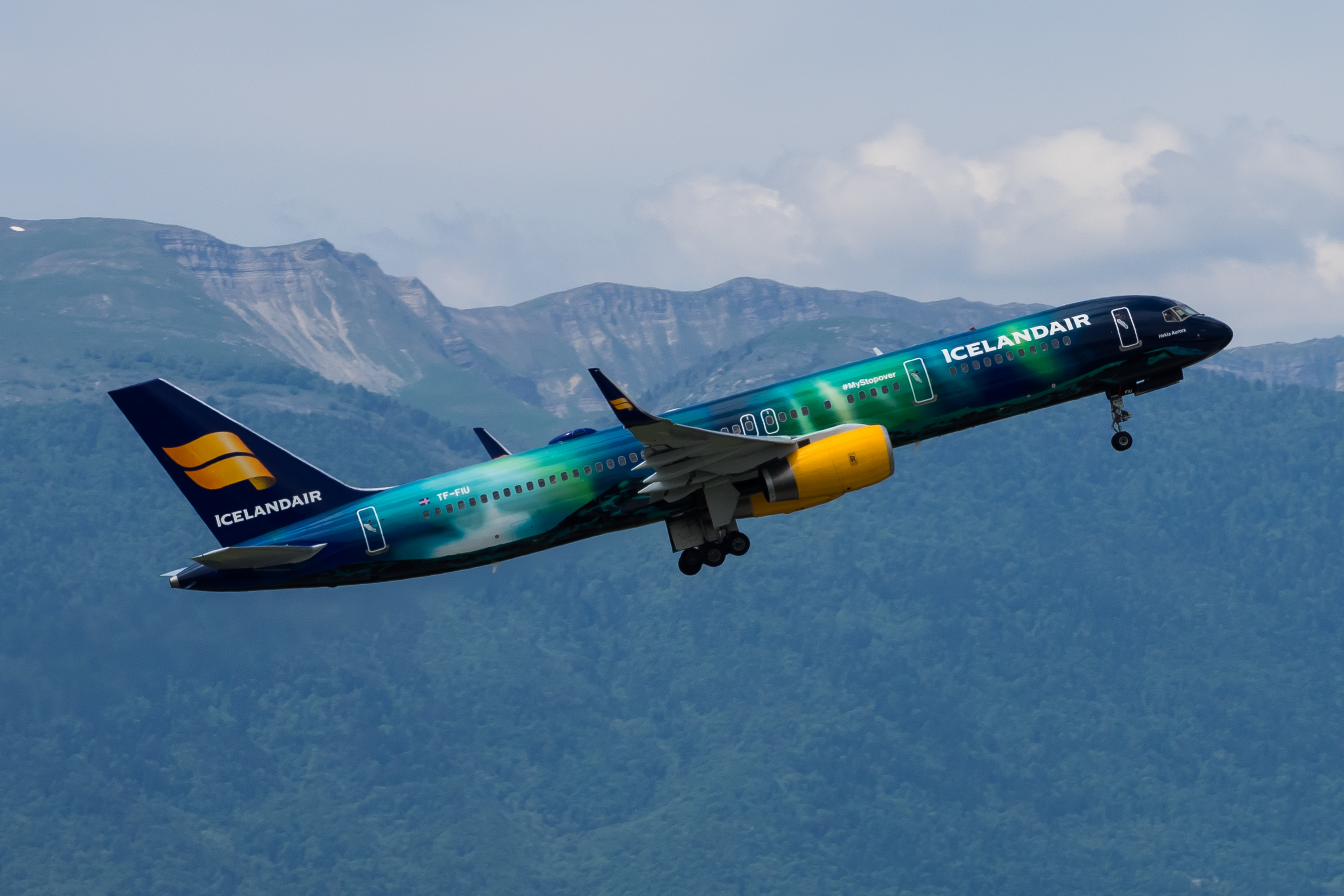
Boeing 757-200 (TF-FIU) avec une livrée spéciale aurore boréale.
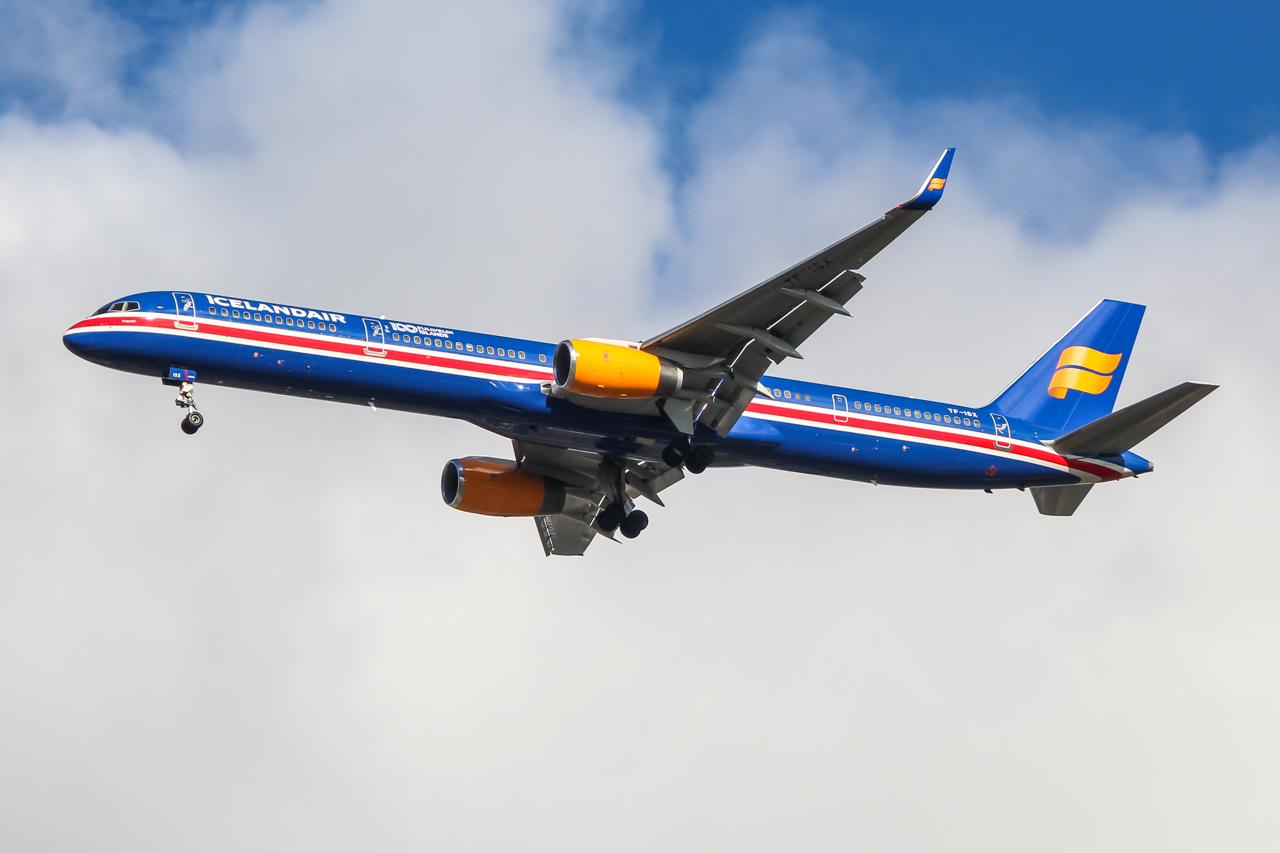
Boeing 757-300 (TF-ISX) en livrée commémorative aux couleurs du drapeau islandais.
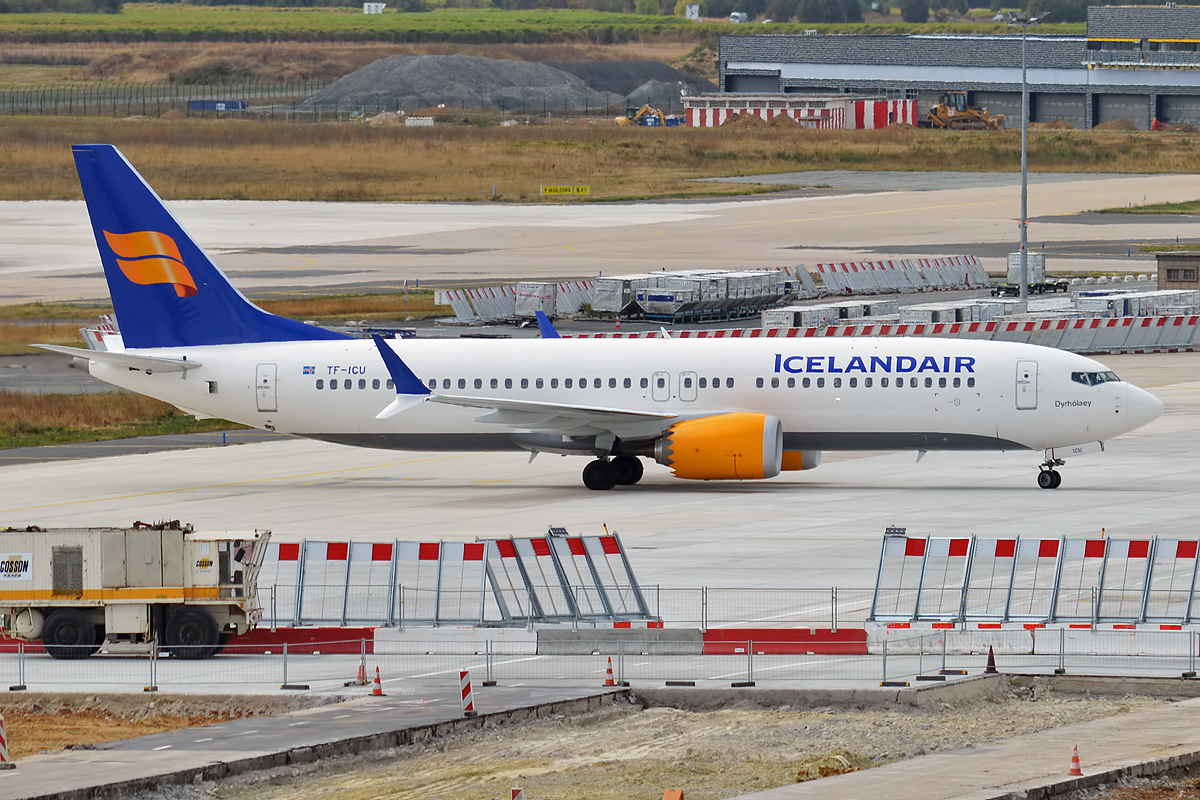
Icelandair, TF-ICU, Boeing 737-8 MAX.

### Politique de flotte
Pour son cinquantième anniversaire en 1987, elle signe un contrat de renouvellement de sa flotte internationale avec Boeing, achetant des 737-400 pour la desserte de l’Europe et des 757-200 pour les vols vers les États-Unis. En 2003, sa flotte ne compte plus que des Boeing 757. En 2005 elle commande ses deux premiers Boeing 787-8 Dreamliner, commande portée ensuite à quatre exemplaires – mais trois seront transférés à Norwegian Air Shuttle. L’Icelandair Group, formé en octobre 2005, prend le contrôle de la majorité du capital de la compagnie tchèque Travel Service en 2007. En 2012, la compagnie annonce l'achat de douze Boeing 737 MAX, huit en version MAX 8 de 153 passagers et 4 en version MAX 9 (172 passagers contre 183 pour les 757-200), commande confirmée en 2013 et porté à seize avions (9+7). En 2016, Icelandair a acquis quatre Boeing 767-300 principalement utilisés vers les États-Unis et, en 2018, un deuxième Boeing 757-300 (version rallongée de six mètres) a rejoint la flotte.
Toutefois, en juillet 2023, la compagnie aérienne a commandé, pour la première fois, 13 Airbus A321XLR, qui remarquent 8 700 km de rayon d'action. D'ailleurs, 4 A321LR seront loués et exploités à partir de 2025. La première livraison d'A321XLR est prévue en 2029

### Flotte retirée du service

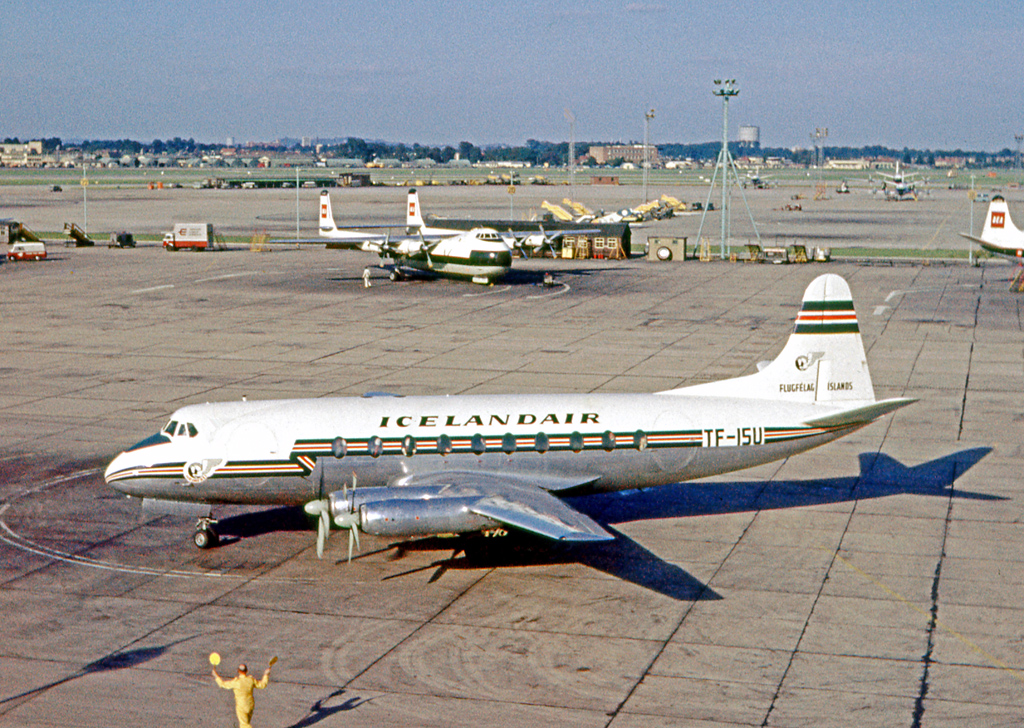
Vickers 759.
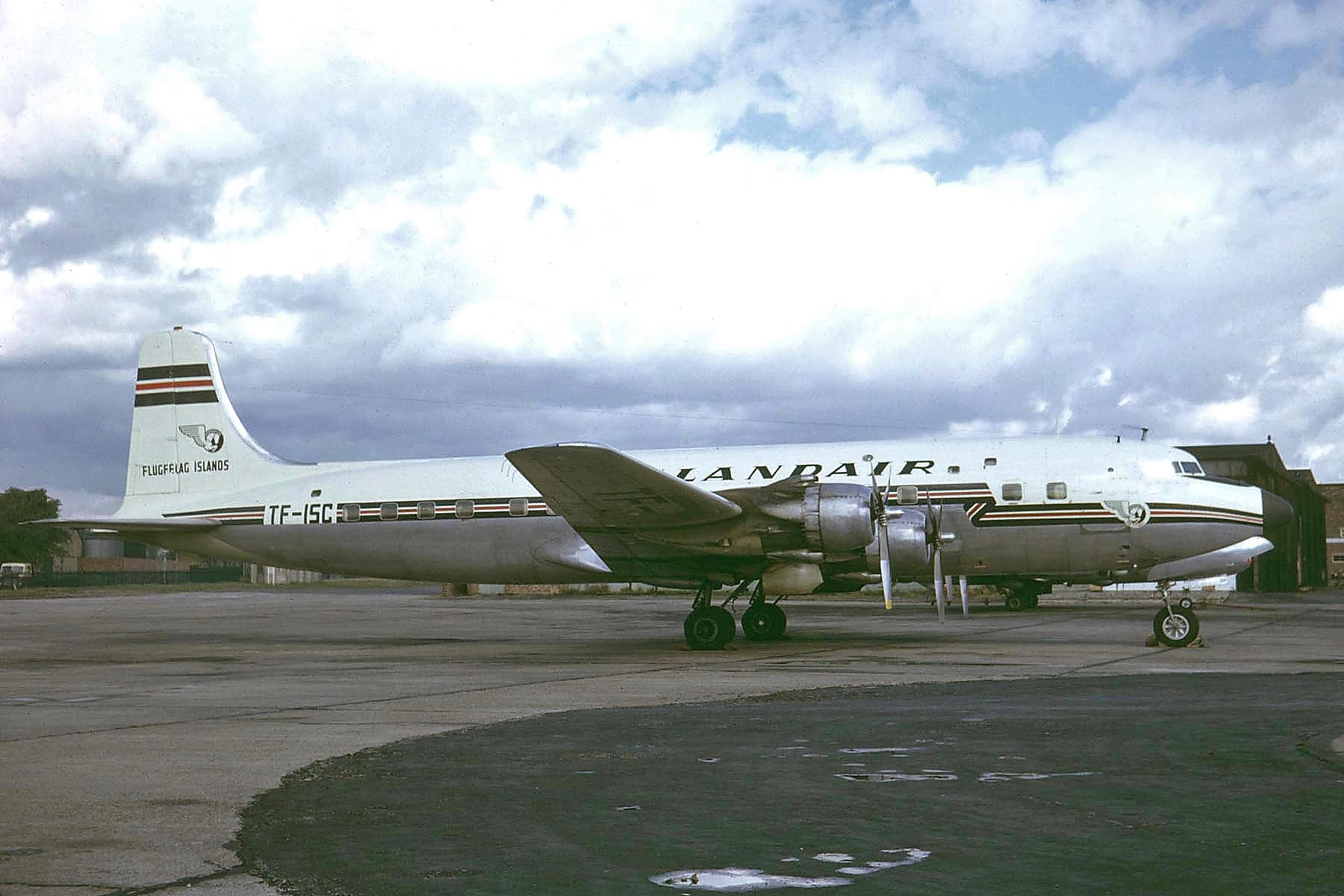
Douglas DC-6.
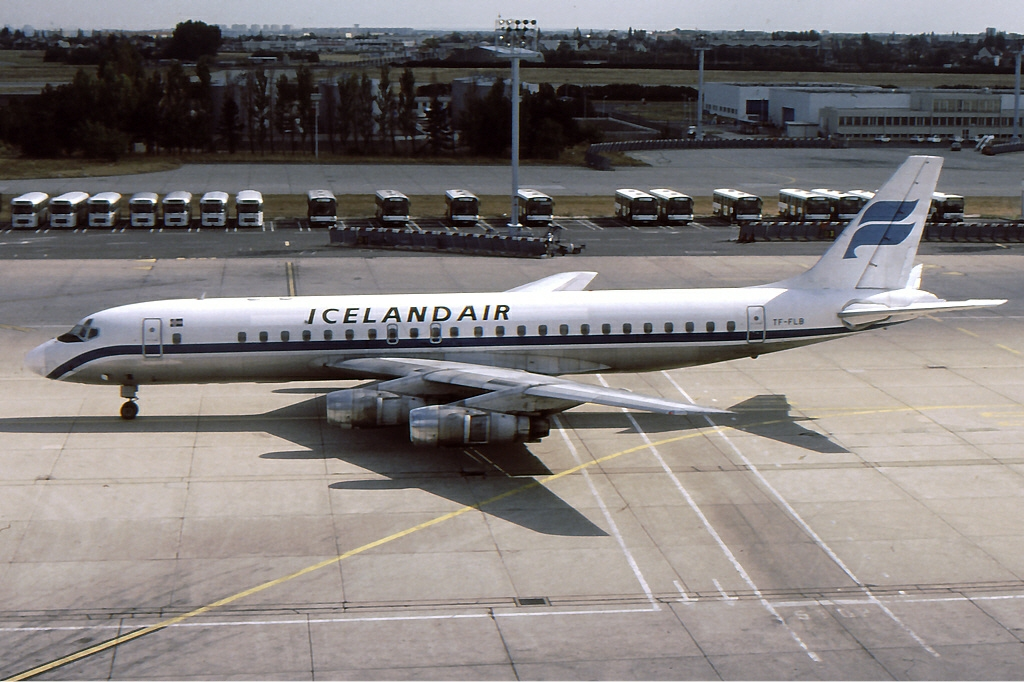
Douglas DC-8.
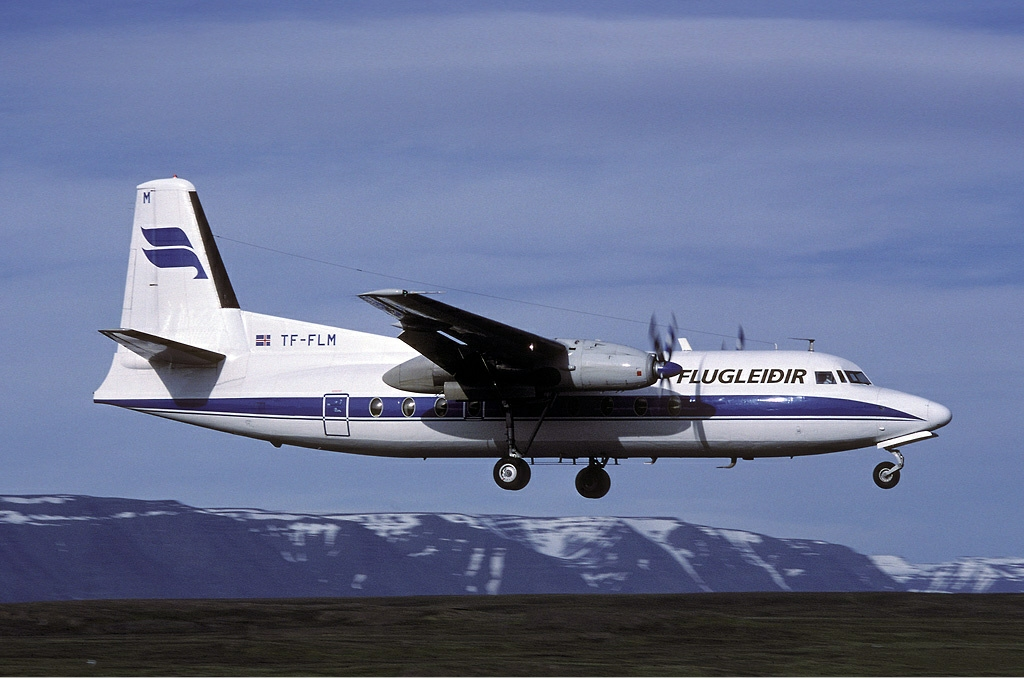
Fokker F27.
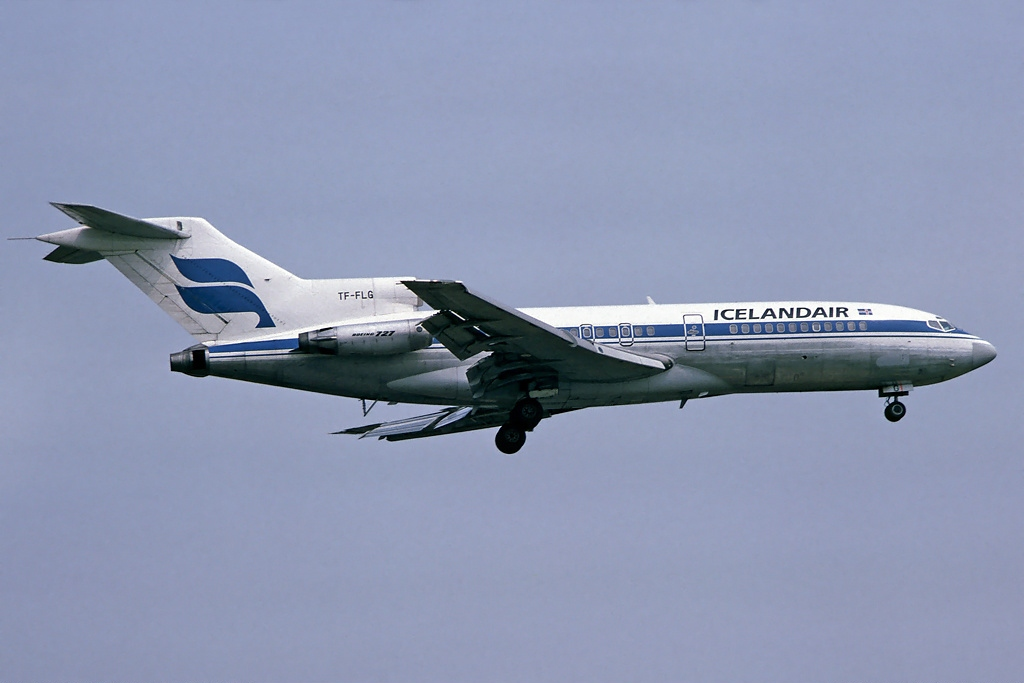
Boeing 727.
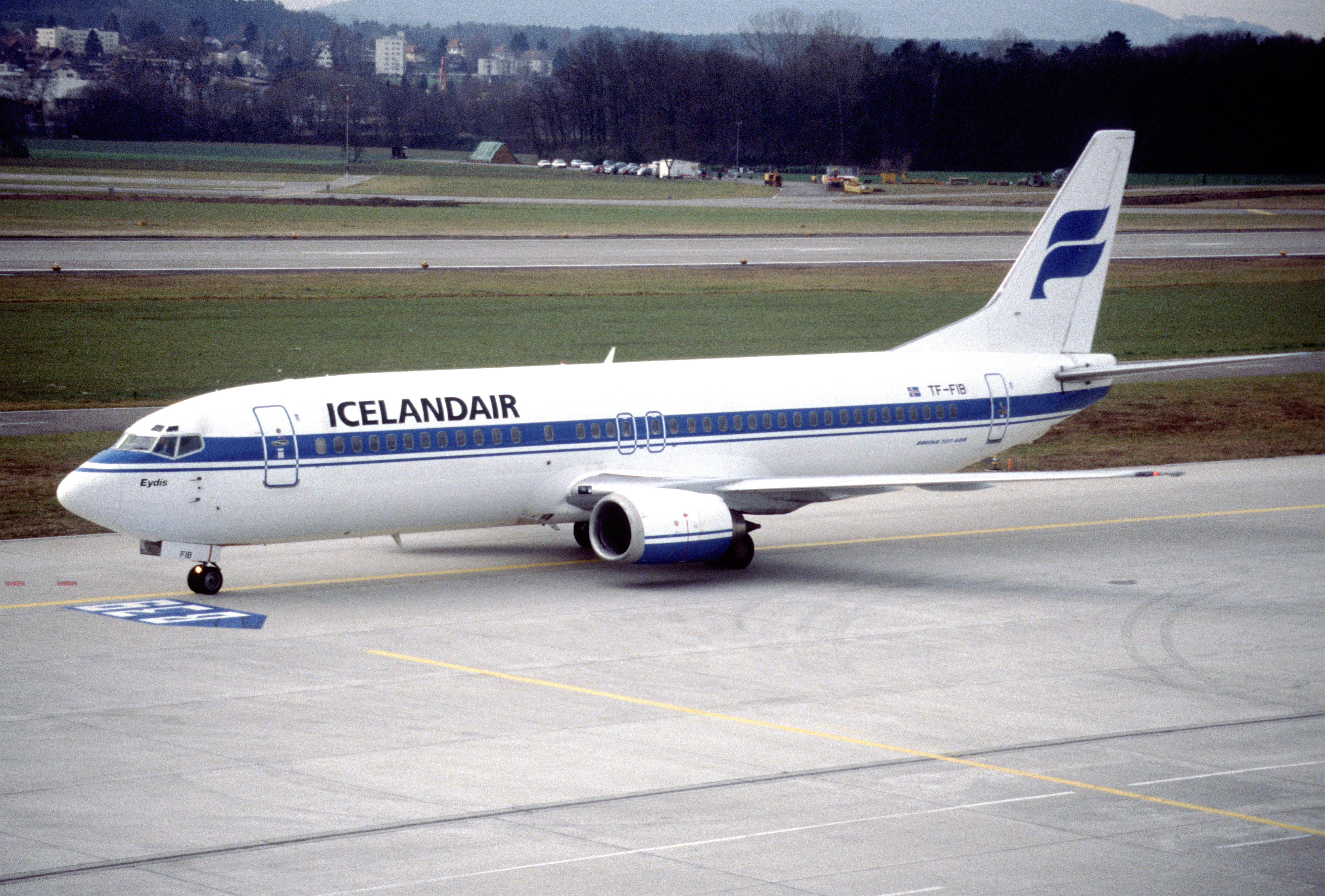
Boeing 737-400.

## Icelandair Cargo

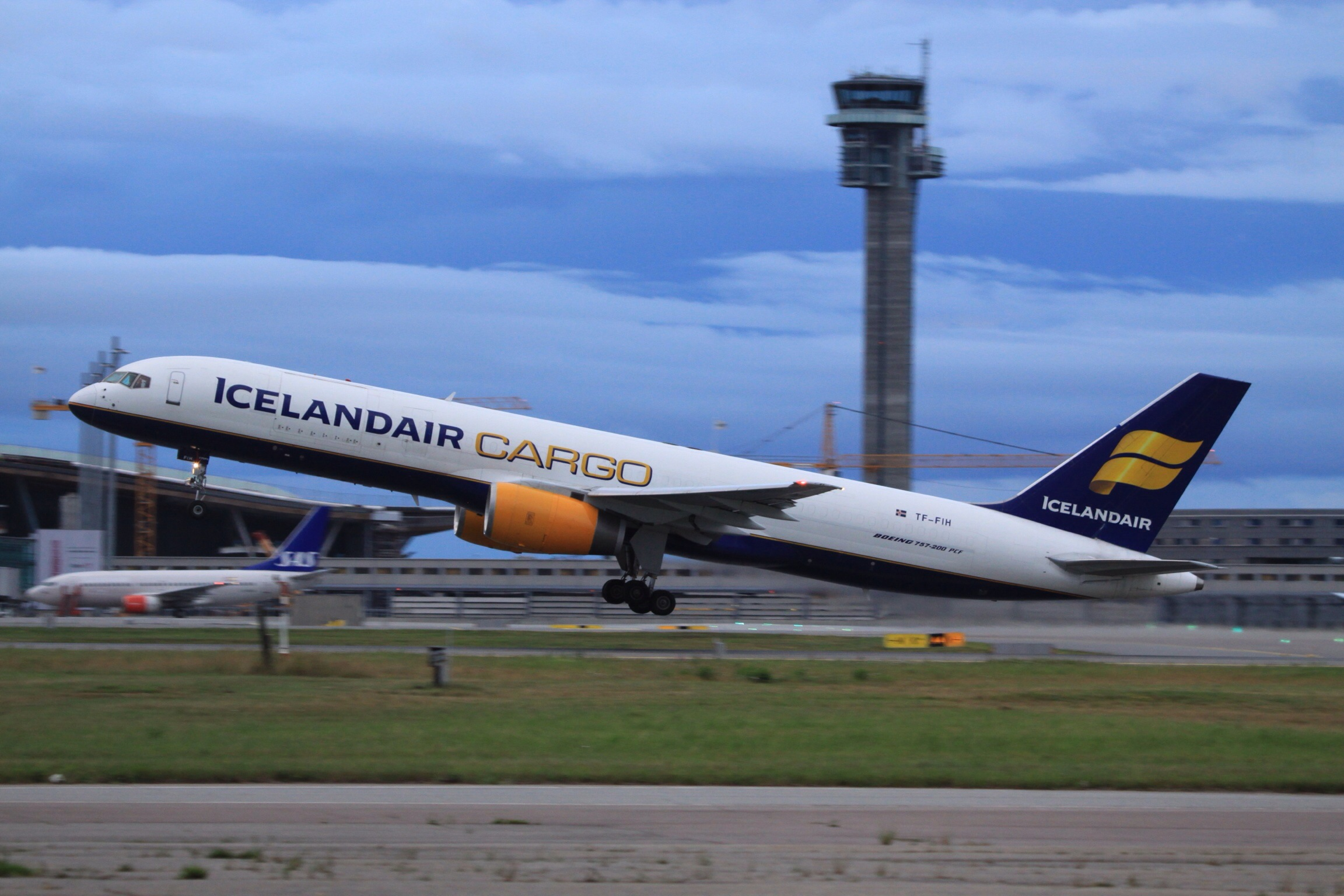
Boeing 757-200 d'Icelandair Cargo.

Icelandair Cargo est une filiale d'Icelandair Group. En 1973, une division cargo fut créée au sein d'Icelandair, avant de devenir une entité distincte en 2000. La compagnie utilise deux Boeing 757 depuis sa base de Keflavik. Elle dessert les aéroports de Boston, New York, East Midlands et Liège.

En octobre 2022, Icelandair a fait l'acquisition d'un boeing 767 -300 (ex: TUI airways). Après avoir été converti en cargo par la société singapourienne ST Engineering, il a été repeint au nouvelles couleurs de la compagnie islandaise. Il commencera ses vols fin 2022. Ce n'est pas la première fois que la compagnie aérienne exploite un 767 pour le fret. En effet, durant la pandémie de COVID-19, Icelandair a vidé la cabine d'un de ses 767 version passagers pour délivrer des produits médicaux dans le monde.

## Chiffres

### Statistiques passagers
|                     | 2010      | 2011      | 2012      | 2013      | 2014      | 2015      | 2016      |
| ------------------- | --------- | --------- | --------- | --------- | --------- | --------- | --------- |
| Nombre de passagers | 1 482 775 | 1 743 728 | 2 020 377 | 2 257 503 | 2 605 532 | 3 072 653 | 3 674 592 |
| Taux de remplissage | 76,17 %   | 77,67 %   | 79,25 %   | 78,00 %   | 79,17 %   | 82,08 %   | 81,17 %   |

## Incidents et accidents
- 29 mai 1947 : un Douglas DC-3 (TF-ISI) reliant Reykjavik à Akureyri s'écrase près de Hjedinsfjordur, tuant les 21 passagers et les 4 membres d'équipage. À ce jour, il s'agit de la pire catastrophe aérienne en Islande[17].
- 31 janvier 1951 : les dix-sept passagers d'un Douglas DC-3 (TF-ISG) en provenance des Iles Vestmann ont été tués lorsque leur appareil s'est écrasé en mer au large d'Hafnarfjörður, alors que les pilotes tentaient d'atterrir à Reykjavik avec d'importantes chutes de neige[18].
- 14 avril 1963 : un Vickers Viscount (TF-ISU) s'écrase avant l'atterrissage à Oslo tuant les douze passagers et membres d'équipage[19].
- 26 septembre 1970 : un Fokker F27 (TF-FIL) s'écrase près de Vágar (Iles Féroé) lors d'un vol en provenance de Bergen. Sur les 34 passagers à bord, 7 passagers et un membre d'équipage sont tués[20].
- 19 octobre 2018 : un Boeing 757 avec 155 passagers s'est posé d'urgence à l'aéroport de Bagotville au Québec, à cause d'un bris de la vitre du cockpit, provoquant la confusion et la panique à bord de l’avion d'Icelandair, mais heureusement aucun blessé n'est à dénombrer[21].

## Site internet en français
- Site de la compagnie